# La Banda
La Banda je město nacházející se v provincii Santiago del Estero v severní Argentině. Je sídlem departementu Banda. Při sčítání lidu v roce 2010 mělo město 106 441 obyvatel. V roce 2017 se počet obyvatel města i s předměstími odhadoval až na 393 000 lidí. Tento počet vyplývá z toho, že La Banda je v podstatě předměstí města Santiago del Estero, které je hlavním městem provincie.
Město bylo formálně založeno v roce 1912. Počátky města sahají do devatenáctého století, kdy bylo založeno jako farmářská osada, která sloužila k zásobování sousedního města Santiago del Estero.